# Douglas Irwin
Douglas Alexander Irwin es el profesor John French de Economía en el Departamento de Economía del Dartmouth College y autor de siete libros. Es experto en la política comercial estadounidense pasada y presente, especialmente en la política durante la Gran Depresión. Los medios de comunicación como The Economist y Wall Street Journal recurren con frecuencia a él para que aporte sus comentarios y su opinión sobre la actualidad.   También escribe artículos de opinión sobre comercio para medios de comunicación como The Wall Street Journal, The New York Times y Financial Times.   También es investigador no residente del Peterson Institute for International Economics.
Antes de ser nombrado profesor en Dartmouth, Irwin ocupó el cargo de profesor asociado de economía empresarial en la Escuela de Negocios Booth de la Universidad de Chicago, trabajó como economista para la Junta de Gobernadores del Sistema de la Reserva Federal y fue economista en la Oficina Ejecutiva del Presidente dentro del Consejo de Asesores Económicos.

## Educación
Irwin se doctoró con honores en Economía por la Universidad de Columbia en 1988.También se licenció en Ciencias Políticas, magna cum laude, por la Universidad de New Hampshire. Ha formado parte del consejo editorial de Journal of Economic History, World Trade Review, Journal of International Economics y Essays in Economic & Business History.

## Investigación
En Dartmouth, es director del Proyecto de Economía Política.  Sus investigaciones publicadas son ampliamente citadas,  y cubre tanto la política comercial moderna como la historia del sistema comercial.
Entre sus libros se incluyen:
- Choque por el comercio: una historia de la política comercial de Estados Unidos, Chicago: University of Chicago Press, 2018.  ;
- El libre comercio bajo fuego, Princeton: Princeton University Press, 2015.ISBN 9781400866182;
- Desastre de la política comercial: lecciones de la década de 1930, Cambridge, MA: MIP Press, 2012.ISBN 9780262016711;
- El proteccionismo como arma de defensa: Smoot-Hawley y la Gran Depresión, Princeton: Princeton University Press, 2011.ISBN 9780691150321;
- Decisiones fundacionales: la política económica estadounidense en la década de 1790, Chicago: University of Chicago Press, 2011.ISBN 0226384748;
- La génesis del GATT, Cambridge, Reino Unido: Cambridge University Press, 2008.ISBN 9780511817953;
- Contra la corriente: una historia intelectual del libre comercio, Princeton: Princeton University Press, 1998.ISBN 9780691058962;

## Honores
Irwin ha sido galardonado con múltiples becas y reconocimientos, incluyendo la beca Principal Investigator de la John Simon Guggenheim Memorial Foundation y una beca de la National Science Foundation.Además, fue honrado con el premio F.A. Hayek Book del Manhattan Institute for Policy Research y el premio Alice Hanson Jones de la Economic History Association por su obra de 2017, "Clashing over Commerce: A History of U.S. Trade Policy".

## Vida personal
Irwin está casado con Marjorie Rose, profesora de Economía en Dartmouth y antigua economista del Fondo Monetario Internacional y del Consejo de Asesores Económicos. En 2024, Irwin firmó una carta del profesorado en la que expresaba su apoyo a las acciones de la presidenta del Dartmouth College, Sian Beilock, que ordenó la detención de 90 estudiantes y miembros del profesorado que protestaban de forma no violenta contra la guerra Israel-Hamas.   